# RIB
En RIB eller RHIB (fra engelsk rigid-hull inflatable boat, "stift skrog oppustelig båd") er en båd med fast, formet skrog og fleksibel, oppustelig ponton som “ræling”. Bådtypen er meget stabil og sødygtig fordi den oppustelige ponton gør at båden ikke mister flydeevne selv om store mængder vand skylles ombord.
Skroget i en RIB kan være lavet af stål, træ, aluminium eller mere almindelig, en kombination af de tre i strukturen og glasfiber på overfladen. Skroget er formet for at øge bådens ydelse og planingsegenskaber.
Den oppustelige ponton er fremstillet af en gummibelagt, syntetisk dug og giver båden sikker opdrift, samtidig fungerer den som en fender. Pontonen er ofte inddelt i flere kamre, hver med en ventil for at tilføre luft eller lukke luft ud, for at mindske virkningen af en punktering.
Bådtypen bruges blandt andet af redningsvæsenet, militæret og politiet, samt som fritidsbåd.